# Jan Kleczyński (pianista)
Jan Kleczyński (ur. 8 czerwca 1837 w Janiewiczach w guberni wołyńskiej, zm. 15 września 1895 w Warszawie) – polski pianista, kompozytor, krytyk muzyczny i pedagog. Był badaczem twórczości Fryderyka Chopina, zajmował się problematyką interpretacji wykonawczej jego kompozycji. Był również jednym z warszawskich szachistów.

## Życiorys
Pochodził z rodziny ziemiańskiej, był synem Karola i Marii z Majewskich. Uczęszczał do gimnazjum realnego w Warszawie, pobierając jednocześnie pierwsze nauki z muzyki u Ignacego Krzyżanowskiego. Wykształcenie muzyczne kontynuował w Paryżu, gdzie w miejscowym konserwatorium w latach 1859–1866 był uczniem Antoine’a François Marmontela w zakresie fortepianu oraz François Bazina i Michele Carafy w zakresie teorii muzyki i kompozycji. Studia zakończył dyplomem i medalem za osiągnięcia z harmonii w 1862. Z Paryża wywiózł fascynację twórczością Chopina, mając okazję zetknąć się z jego uczniami, m.in. Julianem Fontaną, Marceliną Czartoryską, Camille Dubois; grywał z nimi oraz zapoznawał się z uwagami dotyczącymi interpretacji Chopina. W 1862 i 1864 występował w Paryżu.
W 1866 powrócił do kraju. Jako pianista-solista oraz kameralista występował w latach 1858–1889 w Warszawie, ponadto w Żytomierzu, Kaliszu, Krakowie, Lwowie, Lublinie, Szczawnicy, Iwoniczu. W 1862 i 1864 występował w Paryżu zyskując uznanie. Był również m.in. w Odessie i Kijowie. W repertuarze Kleczyńskiego znajdowały się dzieła Bacha, Beethovena, Chopina, Hummla, Liszta, Mendelssohna, Saint-Saënsa, Schumanna, Webera oraz kompozycje własne.
Od 1881 udzielał prywatnych lekcji gry na fortepianie. W latach 1887–1890 prowadził klasę fortepianu w Instytucie Muzycznym w Warszawie. Był jednym z założycieli Warszawskiego Towarzystwa Muzycznego, w którym w latach 1875–1877 pełnił funkcję sekretarza, a 1877–78 dyrektora muzycznego. Kompozycje Kleczyńskiego były wykonywane podczas organizowanych przez niego wieczorów muzycznych WTM, a także w Pradze (1880, 1887), Krakowie (1884, 1885), Lwowie (1885), Poznaniu (1904) i innych miastach. Pełnił kilka funkcji w redakcji "Echa Muzycznego": był redaktorem naczelnym (1880-1895),  kierownikiem działu muzycznego i głównym recenzentem. Od 1 października 1883 tytuł pisma został zmieniony na „Echo Muzyczne i Teatralne” (EMT), a od 1885 – „Echo Muzyczne, Teatralne i Artystyczne” (EMTA). W Resursie Obywatelskiej Kleczyński wygłaszał odczyty o Chopinie (1879 i 1883). Od czasu pobytów w Zakopanem w 1882 i 1884 zbierał i opisywał melodie podhalańskie.

## Prace poświęcone Chopinowi
Kleczyński wygłaszał liczne odczyty poświęcone muzyce. W marcu 1879 w warszawskiej Resursie Obywatelskiej zaprezentował trzy odczyty O wykonywaniu utworów Chopina, które w tymże roku wydał w osobnym tomie; praca ta była wielokrotnie wznawiana i tłumaczona na szereg języków obcych (m.in. wydania francuskie 1880, 1883, 1906; niemieckie 1885; rosyjskie 1897, 1901; angielskie 1896, 1913; holenderskie 1931; hiszpańskie 1949). Odrębnego wydania doczekały się także trzy odczyty Kleczyńskiego z grudnia 1883, również głoszone w Resursie Obywatelskiej, pod wspólnym tytułem Chopin w celniejszych swych utworach (1886, ponownie liczne przekłady – angielski 1896, rosyjskie 1897, niemiecki 1898), natomiast streszczenie wykładów o muzyce Wagnera Kleczyński zamieścił w „Ateneum” w 1876. Obie pozycje dotyczące muzyki Chopina wznawiano w Polsce jeszcze po II wojnie światowej (1959).
Badania nad Chopinem stanowiły główne pole zainteresowań Jana Kleczyńskiego. Jako pierwszy dokonał analizy metody fortepianowej Chopina („Bluszcz”, 1869), w tym podłoże techniczne związane z aplikaturą; wskazał szereg nowatorskich elementów metody Chopina, m.in. specjalną pracę nad dźwiękiem i uderzeniem. Wykorzystując wiedzę zdobytą w Paryżu od osób bezpośrednio stykających się z Chopinem, a także w oparciu o współczesne prace dotyczące interpretacji dzieł muzycznych (m.in. Adolpha Kullaka, Mathisa Lussy'ego, Ferenca Liszta, Karola Libelta), Kleczyński podjął się przedstawienia sposobów wykonywania kompozycji Chopina. Scharakteryzował m.in. reguły frazowania, pedalizację, typ wyrazu muzycznego, podkreślając również takie elementy, jak naturalność i indywidualność stylu wykonawcy.
Kleczyński podjął się redakcji 10-tomowego wydania Dzieł Chopina (1882). Wykorzystał przy tym wcześniejsze edycje zbiorowe (m.in. Karola Mikulego z 1879), dokonał też porównań z wydaniami oryginalnymi, a ponadto dodał warianty zaproponowane przez uczniów kompozytora oraz własne wskazówki interpretacyjne. Wobec tego, że redaktor wyraźnie zaznaczył, czy to w tekście nutowym, czy w odrębnym komentarzu, co stanowi jego uzupełnienie, a co pochodzi od samego Chopina, wydanie Kleczyńskiego stało się cenną podstawą dla zapoczątkowanego w 1967 Wydania Narodowego Dzieł Fryderyka Chopina.

## Redaktor i publicysta „Echa Muzycznego”
Przez cały okres pobytu w Warszawie po powrocie z paryskich studiów Kleczyński ogłaszał liczne artykuły na łamach czasopism, m.in. „Bluszczu” (1867–1883, 1894–1895), „Tygodnika Ilustrowanego” (1868–1875, 1885–1887), „Tygodnika Powszechnego” (1877–1883), „Kuriera Warszawskiego” (1887–1889), „Kuriera Codziennego” (1889–1894). Liczba tych artykułów znacznie przekroczyła półtora tysiąca, z czego wiele ukazało się w piśmie, z którym Kleczyński był związany najbliżej – w „Echu Muzycznym”. Podjął współpracę z pismem w 1879 jako redaktor, by w 1880 przejąć je na własność i objąć funkcję redaktora naczelnego (od 1884 dzielił obowiązki z Aleksandrem Rajchmanem). Niebawem przekształcił „Echo” w dwutygodnik o wysokich ambicjach z informacjami na temat życia muzycznego na świecie i ziemiach polskich oraz publikujący rozprawy muzykologiczne. Wprawdzie zmiany te nie od razu zyskały zainteresowanie odbiorców („Echo” zawiesiło nawet swoją działalność w 1882), ale wkrótce pozycja pisma była na tyle ugruntowana, że przekształcono je w tygodnik i poszerzono profil o dział teatralny (1883) oraz plastyczny i literacki (1885). Znalazło to odzwierciedlenie w zmianach tytułu pisma na „Echo Muzyczne i Teatralne”, potem „Echo Muzyczne, Teatralne i Artystyczne”.
Kleczyński zamieszczał na łamach „Echa Muzycznego” recenzje z przedstawień operowych i koncertów, komentował wydania utworów i książek o muzyce. Pisał o kreacjach operowych takich artystów, jak Teodozja Friderici-Jakowicka, Aleksander Myszuga, Władysław Mierzwiński, Marcelina Sembrich-Kochańska. Interesował się również wykonaniami pianistów, szczególnie muzyki Chopina, m.in. Karola Tausiga, Józefa Śliwińskiego, Aleksandra Michałowskiego, Józefa Wieniawskiego, Teresy Carreño czy „cudownego dziecka” Józefa Hofmana. Jako popularyzator przybliżał współczesnych sobie twórców opery i operetki francuskiej, narodowej opery niemieckiej, także polskich kompozytorów; pisał m.in. o Władysławie Żeleńskim, Zygmuncie Noskowskim, Józefie Wieniawskim, Juliuszu Zarębskim, Ignacym Janie Paderewskim, Ferencu Liszcie, Johannesie Brahmsie, Piotrze Czajkowskim, Camille Saint-Saënsie, Edvardzie Griegu, Bedřichu Smetanie, Antonínie Dvořáku. Nie brakowało w dorobku Kleczyńskiego także artykułów o kompozytorach dawniejszych, w tym Bachu, Beethovenie, Mozarcie, Haydnie, Glucku i Palestrinie. Wysoko cenił Kleczyński polskich muzyków, krytykując jednocześnie spłycenie muzyki zagranicznej; na temat opery prowadził polemikę z Zygmuntem Noskowskim.
Z szerszych rozpraw Kleczyńskiego, ogłoszonych w „Echu Muzycznym”, wymienić można m.in. Pieśni narodowe Słowian południowych (1881), Rzadkości muzyczne Biblioteki Jagiellońskiej (1884), O technice gry fortepianowej (1889), cykl Muzyka w domu (1889–1890), cykl Wzorowi kapelmistrze (1889–1891), O estetyce libretta muzycznego (1892), O bezstronności krytycznej (1894). Kleczyński cieszył się opinią dobrego stylisty, piszącego w sposób jasny i atrakcyjny dla czytelnika; dbał również o wysoki poziom pisma poprzez dobór współpracowników. Wykorzystując dawną znajomość pozyskał jako korespondenta m.in. Józefa Ignacego Kraszewskiego, który do czasu wytoczonego przez władze pruskie procesu o szpiegostwo zamieszczał na łamach „Echa” Listy z Niemiec; Kleczyński znał pisarza jeszcze z czasów własnej aktywnej działalności koncertowej, kiedy to miał okazję grać u Kraszewskiego w Żytomierzu, a później utrzymywał z nim przez wiele lat korespondencję oraz odwiedzał go w Dreźnie.

## Popularyzator muzyki ludowej
Odrębną gałąź zainteresowań kulturalnych Jana Kleczyńskiego stanowiła muzyka góralska. W 1882 po raz pierwszy odwiedził Zakopane, dwa lata później odbył po Podhalu dłuższą podróż w towarzystwie Tytusa Chałubińskiego i Ignacego Jana Paderewskiego. Przyjaźnił się z Sabałą. Zainspirowany przez Chałubińskiego, zajął się gromadzeniem i opisywaniem melodii wokalnych i instrumentalnych regionu. Część z nich utrwalił w publikacjach na łamach „Echa Muzycznego” (Pieśń zakopańska [sic], 1883, Zakopane i jego pieśń, 1884, Wycieczka po melodie, 1884) i „Pamiętnika Towarzystwa Tatrzańskiego” (Melodie zakopańskie i podhalskie [sic], 1888). W swoich opracowaniach Kleczyński przyjął harmonizacją sprzeczną z Kolbergiem, niemniej jednak przyczynił się do popularyzacji folkloru podhalańskiego.

## Inne publikacje i tłumaczenia
Jako dydaktyk Kleczyński opracował m.in. Wprawy pięciopalcowe (1889), które były wykorzystywane w konserwatorium warszawskim. W ramach popularyzacji problematyki muzycznej przygotował kilka przekładów dzieł zagranicznych teoretyków, m.in. O prawach ekspresji muzycznej Mathisa Lussy’ego („Echo Muzyczne”, 1881), Katechizm muzyki Johanna Christiana Lobe (1887), O pedale fortepianowym H. Schmidta (1881). Sam opracował i wydał u Gebethnera i Wolffa Słownik wyrazów używanych w muzyce (1893).

## Warszawskie Towarzystwo Muzyczne
Jan Kleczyński należał w 1871 do grona współtwórców Warszawskiego Towarzystwa Muzycznego. Od 1875 pełnił w Towarzystwie funkcję sekretarza, a od 1877 dyrektora muzycznego i zastępcy Józefa Wieniawskiego. Organizował wieczory koncertowe Warszawskiego Towarzystwa Muzycznego, na których prezentowane też były jego własne kompozycje. Kleczyński urządzał także prywatne wieczorki muzyczne dla grona przyjaciół.

## Kompozytor
Jako kompozytor Kleczyński miał w dorobku utwory fortepianowe, pieśni solowe, duety wokalne, utwory chóralne, a także wspomniane opracowania ludowych melodii z Podhala. Część wczesnych utworów – Trio fortepianowe g-moll, Sonata skrzypcowa i Romans na wiolonczelę – nie zachowała się. Pewną popularnością cieszyły się jego pieśni, utrzymane w nastroju lirycznym, do słów Adama Asnyka, Mariana Gawalewicza, Leonarda Sowińskiego. Kleczyński adresował swoje kompozycje głównie do amatorów i chociaż jego dorobek w tym zakresie został przyćmiony pracą redakcyjną czy popularyzatorską, to utwory te wydawano jeszcze po II wojnie światowej (1951, 1953). Za życia Kleczyńskiego jego kompozycje, poza wykonaniami własnymi twórcy i wieczorami Warszawskiego Towarzystwa Muzycznego, prezentowano w Pradze (1880, 1887), Krakowie (1884, 1885), Lwowie (1885).

## Jan Kleczyński jako szachista
Niezależną kartę w życiorysie Jana Kleczyńskiego stanowi jego kariera szachowa. Muzyk poznał królewską grę w czasie paryskich studiów, odwiedzając słynny szachowy lokal „Café de la Régence”. Po powrocie do Warszawy był inicjatorem stworzenia kącików szachowych w kilku pismach („Tygodniku Ilustrowanym”, „Kurierze Warszawskim”, „Tygodniku Powszechnym”, „Kłosach”) i część z tych rubryk sam redagował. Najdłużej prowadził dział szachów w „Tygodniku Ilustrowanym” (do 1884). Ogłosił kilka artykułów teoretycznych, szczególną uwagę poświęcając w nich rozważaniom nad gambitem Evansa.
Niezależnie od szachowego dziennikarstwa stał się wybitnym praktykiem i w latach 60. i 70. XIX wieku należał do ścisłej warszawskiej czołówki. Potwierdził to m.in. na pierwszych mistrzostwach Warszawy, rozegranych od maja do lipca 1868; uplasował się na II miejscu w gronie 23 zawodników, tuż za Szymonem Winawerem. Był częstym partnerem Winawera w jego potyczkach treningowych w ramach przygotowań do dużych turniejów, notując wiele zwycięstw nad rywalem o międzynarodowej renomie. Pod koniec lat 70. wspólnie z Winawerem zajmował się organizacją meczu korespondencyjnego między reprezentacjami Warszawy i Moskwy, zakończonego – przy jego udziale także w charakterze zawodnika – zwycięstwem Warszawy. W 1883, w drugich mistrzostwach miasta rozegranych w nieco mniejszym, dwunastoosobowym składzie, ponownie zajął miejsce w czołówce, tym razem dzielone III-IV – za graczami młodszego pokolenia Józefem Żabińskim i Arturem Popławskim.
Kleczyński rozgrywał też pojedyncze mecze, m.in. z pisarzem Wincentym Niewiadomskim w 1879 (nieznacznie wygrany) i z inżynierem Arturem Popławskim w 1891 (minimalna porażka). W latach 90. znacznie ograniczył swoje kontakty z szachami wobec nawału innych obowiązków, ale jeszcze krótko przed śmiercią w 1895 rozegrał kilka zwycięskich partii z mistrzem symultan Janem Taubenhausem. W opinii Artura Popławskiego był przedstawicielem klasycznej szkoły szachów i wzorował się na Paulu Morphym.
Jan Kleczyński zmarł 15 września 1895 w Warszawie, nie kończąc szachowego pojedynku korespondencyjnego w ramach meczu Warszawa-Łódź. Pochowany został na Powązkach.

## Rodzina
Około 1870 Kleczyński zawarł związek małżeński z Kazimierą z Dowgiałłów, przyjaciółką Deotymy, sopranistką amatorką. Żona występowała często na koncertach dobroczynnych, a także na wieczorkach muzycznych w domu. Kleczyńscy mieli troje dzieci, wszystkie związane były z życiem artystycznym. Córka Maria kształciła się pod kierunkiem ojca jako śpiewaczka i pod pseudonimem Maria Zadora odnosiła sukcesy w Dreźnie, ale wycofała się ze sceny po wyjściu za mąż za malarza Tadeusza Kruszewskiego. Starszy syn Jan (1875–1939) został pisarzem i krytykiem sztuki, odziedziczył też po ojcu zainteresowania szachowe, przyjaźnił się (był także spowinowacony) ze Stefanem Żeromskim. Drugi syn Kazimierz (ok. 1880–1920), muzykolog, skrzypek i profesor warszawskiego konserwatorium, zginął w czasie bitwy warszawskiej.
Młodszym bratem Jana był Józef Kleczyński (1841–1900), statystyk i ekonomista, rektor Uniwersytetu Jagiellońskiego i członek Polskiej Akademii Umiejętności. Malarz, ziemianin i działacz polityczny Bohdan Kleczyński (1852–1920) był bratem stryjecznym Jana i Józefa.